# Thea Hochleitner
Thea Hochleitner (n. 10 iulie 1925, Bad Gastein, Salzburg, Austria – d. 11 mai 2012, Kufstein, Tirol, Austria) a fost o schioare alpină ce a reprezentat Austria, medaliată olimpică. A participat la o ediție a Jocurilor Olimpice (1956) în care a câștigat o medalie de bronz.

## Participări
Lista de mai jos prezintă principalele competiții la care a participat Thea Hochleitner de-a lungul carierei.
- alpine skiing at the 1956 Winter Olympics – ladies' slalom[*]